# 盧森堡音樂廳

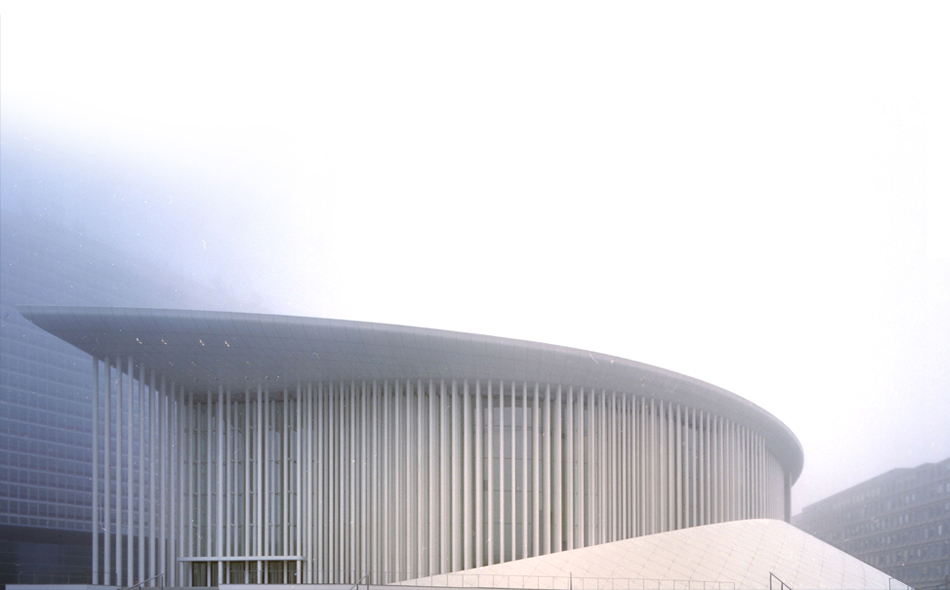
盧森堡音樂廳

49°37′06″N 06°08′32″E / 49.61833°N 6.14222°E
盧森堡音樂廳（法語：Salle de concerts grande-duchesse Joséphine-Charlotte）是位於盧森堡首都盧森堡市的一座音樂廳，開業於2005年。現在盧森堡音樂廳每年舉辦約400場表演，是歐洲主要音樂廳之一。

## 外部連結
- Philharmonie Luxembourg official website （页面存档备份，存于）
- Official website of the rainy days festival （页面存档备份，存于）
- Official website of the Luxembourg Festival
- Structurae数据库中Philharmonie Luxembourg的数据